# Ocna, Ucraina
Ocna (în ucraineană Окни, transliterat: Oknî; în trecut, Ocna Roșie, în ucraineană Красні Окни, transliterat: Krasni Oknî)este așezarea de tip urban in raionului Bârzula din regiunea Odesa, Ucraina. În afara localității principale, mai cuprinde și satele Antonivka, Artîrivka, Budaiivți, Demeanivka, Dnistroveț, Dubău, Fedorivka (Guleanca), Fedorivka (Stavrove), Flora, Guleanca, Haloci, Ilia, Ivanivka, Kalistrativka, Levantivka, Maiakî, Mălăiești, Mihailovca Nouă, Nahirne, Nesterove, Nova Volearka, Novorozivka, Odaia, Oleksandrivka, Piscu Lung, Platonove, Rîmarivka, Rozivka, Sadova, Sagaidac, Samarka, Samarca Nouă, Semenovca Nouă, Stavrove, Tkacenka, Topala, Trehgrad, Uleanivka, Vasîlivka, Vîjîne, Volearka, Volodîmîrivka și Untîlivka.

## Istorie
Așezarea românească sub numele de Ocna este menționată pentru prima dată în 1771. În 1921 bolșevicii adaugă la numele localității epitetul „Roșu” (în ucraineană Красні, în rusă Красные). Între anii 1924–1940, orașul a servit drept centru administrativ pentru unul din cele 14 raioane ale RASS Moldovenești, ulterior orașul, inclusiv districtul revine RSS Ucrainene, din 1991, în componența regiunii Odesa din Ucraina modernă.
Conform recensământului sovietic din anul 1939, populația localității era de 4.617 locuitori, dintre care 88 (1,91%) moldoveni (români), 3.091 (66,95%) ucraineni, 1.258 (27,25%) evrei și 131 (2,84%) ruși.

## Demografie
Componența lingvistică a așezării de tip urban Ocna
     Ucraineană (93,12%)
     Rusă (5,31%)
     Română (1,21%)
     Alte limbi (0,22%)
Conform recensământului din 2001, majoritatea populației așezării de tip urban Ocna era vorbitoare de ucraineană (93,12%), existând în minoritate și vorbitori de rusă (5,31%) și română (1,21%).